# Provisino
Provisino è il nome italianizzato del Provinois, il denaro emesso dai conti di Champagne, a Provins. 
Questa moneta circolava ovunque in Europa, anche in Italia. Il tipo era della croce e del pettine. Il pettine faceva riferimento all'attività di cardatura della lana che era l'industria principale di Provins. 
A Provins nel XII e nel XIII secolo,  si svolgeva due volte l'anno, a maggio ed a settembre, una fiera di bestiame che attirava mercanti da tutta Europa. Qui i commerci si svolgevano sulla base della moneta locale che si era quindi diffusa ovunque in Europa. 
A Roma, a causa del cattivo funzionamento della zecca e della minor circolazione del denaro pavese, si usava spesso questa moneta che era arrivata in grande quantità con le crociate.
Con la ripresa dell'attività della zecca il  Senato di Roma, verso il 1184, fece emettere un provisinus senatus, caratterizzato dal pettine sormontato da una S e la scritta ROMA CAPUT MVNDI. Sull'altro lato la croce era circondata dalla scritta SENATVS P. Q. R. Dagli scavi eseguiti negli anni '40 del XX secolo nella Basilica di San Pietro in Vaticano, provengono dei deniers Provinoises, alcuni coniati con l'indicazione delle due zecche di Provins e Sens, altri con la sola indicazione della zecca di Provins, contraddicendo l'opinione comune secondo cui negli scavi romani non sono state rinvenute tali monete.
Provisini furono coniati anche dal Senatore di Roma Carlo d'Angiò e da Cola di Rienzo. 
Era emesso anche nel 1400 da Bonifacio IX in occasione del Giubileo. La coniazione del provisino a Roma durò fino alla riforma monetaria di Eugenio IV.
Il Provisino fu coniato dagli Aldobrandeschi della Contea di Santa Fiora, a partire dai secoli XII-XII, a seguito della concessione del permesso imperiale di battere moneta, venendo quindi adottato come valuta ufficiale della Contea.